# Kriminalistika
Kriminalistika oziroma kriminologija ( latinsko crimen - zločin  in starogrško  -λογία, -logia iz katerega je izpeljano λόγος logos, kar pomeni: "beseda" , "razlog" ) je veda, ki preučuje kriminal in deviantno vedenje. Kriminalistika je interdisciplinarno področje tako vedenjskih kot družbenih ved, ki temelji predvsem na raziskavah sociologov, psihologov, filozofov, psihiatrov, biologov, socialnih antropologov in pravnih strokovnjakov.
Pojem kriminalistika je bila prvič omenjena leta 1885. Prvič jo je omenil italijanski profesor za pravo, Raffaele Garofalo kot "Criminologia". Kasneje je francoski antropolog Paul Topinard uporabil podoben francoski pojem "Criminologie. Glavno delo Paula Topinarda je bilo izdano leta 1879. V osemnajstem in zgodnjem devetnajstem stoletju je bil poudarek kriminologije na reformi kazenskega prava in ne na vzrokih kaznivih dejanj. Znanstveniki, kot sta Cesare Beccaria in Jeremy Bentham, so se bolj ukvarjali s humanitarnimi vidiki pri ravnanju s kriminalci in reformo več kazenskih zakonov. Velik napredek v kriminologiji je bil dosežen po prvi četrtini dvajsetega stoletja. Prvi ameriški učbenik o kriminologiji je leta 1920 pod naslovom "Criminology" napisal sociolog Maurice Parmalee. Uvedeni so bili tudi programi, ki so bili razviti s posebnim pomenom, da študente usposobijo za kriminaliste, vendar je bil razvoj teh programov precej počasen.
Od leta 1900 do 2000 je bila študija kriminalistike v ZDA v treh pomembnih fazah:  Zlata doba raziskav (1900–1930), ki je bila opisana kot več-faktorski pristop,  Zlata doba teorije (1930–1960 ), ki kaže, da kriminoloških raziskav ni bilo mogoče sistematično povezati s teorijo in obdobje 1960–2000, ki je veljalo za pomembno prelomnico za kriminologijo.

## Kriminalisti
Kriminalisti so osebe, ki delajo in raziskujejo vse podrobnosti kriminalistike. Kriminalisti pogosto iščejo vedenjske vzorce morebitnega zločinca v upanju, da bodo našli storilca. Prav tako izvajajo raziskave in preiskave, razvijajo teorije in sestavljajo rezultate ter najpogosteje rešujejo zločine.
Interesi kriminalistov vključujejo preučevanje narave kriminala in zločincev, izvora kazenskega prava, etiologije kriminala, družbene reakcije na kriminal ter funkcioniranje organa kazenskega pregona in kazenskih zavodov. Na splošno lahko rečemo, da kriminalistika svoje preiskave usmerja po treh poteh: prvič, preučuje naravo kazenskega prava in njegovo uporabo ter pogoje, pod katerimi se razvija, drugič, analizira vzročnost kaznivih dejanj in osebnost zločincev; in tretjič, preučuje nadzor nad kriminalom in rehabilitacijo storilcev kaznivih dejanj. Kriminalistika tako v svoj obseg vključuje dejavnosti zakonodajnih organov, organov pregona, pravosodnih institucij, popravnih zavodov ter izobraževalnih, zasebnih in javnih socialnih agencij.